# Majoonjärvi
Majoonjärvi är en sjö i kommunen Kiuruvesi i landskapet Norra Savolax i Finland. Sjön ligger 99,7 meter över havet. Den är 7,27 meter djup. Arean är 57 hektar och strandlinjen är 5,1 kilometer lång. Sjön  ingår i Vuoksens huvudavrinningsområde.   Den ligger omkring 84 kilometer nordväst om Kuopio och omkring 380 kilometer norr om Helsingfors. 
I sjön finns ön Koirasaari. 